# Lupinus killipianus
Lupinus killipianus är en ärtväxtart som beskrevs av Charles Piper Smith. Lupinus killipianus ingår i släktet lupiner, och familjen ärtväxter. Inga underarter finns listade i Catalogue of Life.